# Bomba, der Dschungelboy
Bomba, der Dschungelboy war eine Serie von Jugendbüchern, die unter dem Autorennamen Roy Rockwood, einem Pseudonym des Herausgebers Stratemeyer Syndicate (Edward Stratemeyer), veröffentlicht wurden und als Helden einen im Dschungel aufwachsenden Jungen aufweisen, der im Stile Tarzans auf Jugendliche zugeschnittene Abenteuer erlebt.

## Inhalt und Darstellungen
Die von einer Gruppe von Autoren, darunter Howard R. Garis, unter Verlagspseudonym geschriebenen Geschichten lassen in den ersten 10 Bänden Bomba, einen weißen Jungen, im südamerikanischen Dschungel seine Abenteuer bestehen, während die Handlung für die Bände 11 bis 20 nach Afrika verlagert wurde. Die Serie erschien zwischen 1926 und 1938 im Verlag Cupples & Leon. Vierzehn Bände erschienen auch auf Deutsch, wahrscheinlich gekürzt, erstmals in den 1950er Jahren im AWA-Verlag (AWA-Verlag E.F. Flatau & Co., München) in zwei verschiedenen Titelbildversionen, sowohl eine für den Leihbuch- als auch eine für den Buchhandelsmarkt. Später erschienen Neuauflagen als Taschenbuch im Bastei Verlag.
Bomba hat es in der Handlung mit verschiedensten Gefahren und Abenteuern zu tun; Auslöser ist die Suche nach seinen Eltern, die ihn auf diverse Inseln und zu geheimnisumwitterten Städten führt. Dabei rettet er mal eine weiße Familie vor Kopfjägern, mal hilft er Forschern bei der Entdeckung einer Heilpflanze. In Afrika hat er es mit Pygmäen, Kannibalen und Urwaldkriegern zu tun; er hat mittlerweile seinen Vater gefunden und möchte mit ihm in die „Neue Welt“ zurückkehren.
Zwischen 1949 und 1955 entstanden bei der Produktionsfirma Monogram zwölf preiswert inszenierte B-Filme mit Johnny Sheffield in der Hauptrolle.
Auch eine Comicserie erschien. 1967 war ihr bei DC Comics bei nur 7 Ausgaben jedoch kein Erfolg beschieden.

## Bücher
- 1: Bomba the jungle boy, 1926; dt. Bomba der Dschungelboy, 1950er; In der grünen Hölle, Bastei 1967; EPUB-E-Book: Taching am See 2020, ISBN 978-3-946554-12-7.
- 2: Bomba the jungle boy at the moving mountain, 1926; dt. Bomba im Berg der Feuerhöhlen, 1950er; Im Berg der Feuerhöhle, Bastei 1967; EPUB-E-Book: Taching am See 2020, ISBN 978-3-946554-13-4.
- 3: Bomba the jungle boy at the giant cataract, 1926; dt. Bomba am großen Katarakt, 1950er; Am großen Katarakt, Bastei 1967; EPUB-E-Book: Taching am See 2020, ISBN 978-3-946554-14-1.
- 4: Bomba the jungle boy on Jaguar Island, 1927; dt. Bomba auf der Jaguar-Insel, 1950er; Auf der Jaguarinsel, Bastei 1967; EPUB-E-Book: Taching am See 2020, ISBN 978-3-946554-15-8.
- 5: Bomba the jungle boy in the abandoned city, 1927; dt. Bomba in der versunkenen Stadt, 1950er; In der versunkenen Stadt, Bastei 1967; EPUB-E-Book: Taching am See 2020, ISBN 978-3-946554-16-5.
- 6: Bomba the jungle boy on terror trail, 1928; dt. Bomba auf düsterer Fährte, 1950er; Auf düsterer Fährte, Bastei 1967; EPUB-E-Book: Taching am See 2020, ISBN 978-3-946554-17-2.
- 7: Bomba the jungle boy in the swamp of death, 1929; dt. Bomba im Sumpf des Todes, 1950er; Im Sumpf des Todes, Bastei 1967; EPUB-E-Book: Taching am See 2020, ISBN 978-3-946554-18-9.
- 8: Bomba the jungle boy among the slaves, 1929; dt. Bomba im Tal der Schädel, 1950er; Im Tal der Schädel, Bastei 1968; EPUB-E-Book: Taching am See 2020, ISBN 978-3-946554-19-6.
- 9: Bomba the jungle boy on the underground river, 1930; dt. Bomba am Ende einer Spur, 1950er; Am Ende einer Spur, Bastei 1968; EPUB-E-Book: Taching am See 2020, ISBN 978-3-946554-20-2.
- 10: Bomba the jungle boy and the lost explorers, 1930.
- 11: Bomba the jungle boy in a strange land, 1931; dt. Bomba in einem fremden Land, 1950er; In einem fremden Land, Bastei 1968; EPUB-E-Book: Taching am See 2020, ISBN 978-3-946554-21-9.
- 12: Bomba the jungle boy among the pygmies, 1931; dt. Bomba bei den Pygmäen, 1950er; Bei den Pygmäen, Bastei 1968; EPUB-E-Book: Taching am See 2020, ISBN 978-3-946554-22-6.
- 13: Bomba the jungle boy and the cannibals, 1932.
- 14: Bomba the jungle boy and the painted hunters, 1932; dt. Bomba im Herzen Afrikas, 1950er; Im Herzen Afrikas, Bastei 1968; EPUB-E-Book: Taching am See 2020, ISBN 978-3-946554-23-3.
- 15: Bomba the jungle boy and the river demons, 1933.
- 16: Bomba the jungle boy and the hostile chieftain, 1934; dt. Bomba auf dem Heimkehrpfad, 1950er; Auf dem Heimkehrpfad, Bastei 1968; EPUB-E-Book: Taching am See 2020, ISBN 978-3-946554-24-0.
- 17: Bomba the jungle boy trapped by the cyclone, 1935; dt. Bomba im Wirbelsturm gestrandet, 1950er; Es lebe Bonny Bartow, Bastei 1968; EPUB-E-Book: Taching am See 2020, ISBN 978-3-946554-25-7.
- 18: Bomba the jungle boy in the land of burning lava, 1936.
- 19: Bomba the jungle boy and the perilous kingdom, 1937.
- 20: Bomba the jungle boy in the steaming grotto, 1938.

## Filme
Zwischen 1949 und 1955 entstanden zwölf Filme, von denen acht in Deutschland erschienen. Johnny Sheffield spielte in allen Filmen die Titelrolle.
| Deutscher Titel                | Originaltitel             | Premiere (USA)     | Handlung |
| ------------------------------ | ------------------------- | ------------------ | --- |
| Bomba, der Dschungel-Boy       | Bomba the Jungle Boy      | 20. März 1949      | Bomba trifft eine Fotografentochter und bringt sie nach zahlreichen Urwaldszenen zu ihrem Vater zurück. |
| Bomba und der schwarze Panther | Bomba on Panther Island   | 18. Dezember 1949  | Bomba auf der Fährte eines menschenfressenden Panthers, der ein Geschwisterpaar beim Farmbau bedroht, und kämpft dabei gegen Eingeborene, Dschungelfeuer und Wasserbüffel.                                                              |
| Bomba und der tote Vulkan      | The Lost Volcano          | 25. Juni 1950      | Bomba und sein Freund David auf der Suche nach einem Schatz in einer versunkenen Stadt, bedroht vom Vulkan des Titels. |
|                                | Bomba and the Hidden City | 24. September 1950 | Bomba rettet die rechtmäßige Eingeborenenprinzessin Leah vor den Intrigen des bösen Hassan. |
| Bomba, der Rächer              | The Lion Hunters          | 25. März 1951      | Bomba rettet Löwen vor Jägern, die das nicht gut finden; aber ein junges Mädchen aus einer Expedition findet ihn toll. |
| Bomba, der Herr der Elefanten  | Elephant Stampede         | 28. Oktober 1951   | Bomba kämpft gegen Elefantenjäger und für die Bildung der Eingeborenen. |
|                                | African Treasure          | 6. Mai 1952        | Bomba spürt mit Dschungeltrommeln und animalischen Freunden im Urwald einen Gangster und den verschollenen Vater eines Mädchens auf. |
|                                | Bomba and the Jungle Girl | 7. Dezember 1952   | Bomba entdeckt im Urwald zwei menschliche Skelette und findet heraus, dass es die seiner Eltern sind. |
| Bomba – Rache im Dschungel     | Safari Drums              | 21. Juni 1953      | Bomba, der Tierschützer, begleitet ein Aufnahmeteam, unter dem sich ein Mörder befindet. Mit Hilfe der heimischen Tierwelt entlarvt er ihn.                                                                                             |
| Bomba und der goldene Götze    | The Golden Idol           | 10. Januar 1954    | Bomba schützt die goldene Statue eines Eingeborenenstammes gegen Diebe und sichert sie für ein Museum, deren Mitarbeiterin den Urwald verschönt.                                                                                        |
| Bomba, der Erbe Tarzans        | Killer Leopard            | 22. August 1954    | Bomba hilft einer Hollywoodschauspielerin auf der Suche nach ihrem Mann, der sich aber als Schurke herausstellt, dem der gerechte Lohn zuteilwird.                                                                                      |
|                                | Lord of the Jungle        | 12. Juni 1955      | Nachdem eine Herde Elefanten ein Eingeborenendorf niedergetrampelt hat, wird Bomba von Elefantenjägern beauftragt, die Herde zu töten. Er findet jedoch heraus, dass nur einer der Elefanten getötet werden muss. Das tut er dann auch. |